# Абдулла Маюф
Абдулла Маюф (араб. عبد الله معيوف, нар. 3 грудня 1953) — кувейтський футболіст, що грав на позиції захисника за клуб «Казма», а також національну збірну Кувейту, у складі якої був учасником чемпіонату світу 1982 року.

## Клубна кар'єра
У дорослому футболі дебютував 1980 року виступами за команду клубу «Казма», кольори якої і захищав протягом усієї своєї кар'єри гравця, що тривала одинадцять років. 

## Виступи за збірну
1977 року дебютував в офіційних матчах у складі національної збірної Кувейту.
У складі збірної був учасником чемпіонату світу 1982 року в Іспанії.

## Титули і досягнення
- Срібний призер Кубка Азії: 1976